# Froidestrées
Froidestrées är en kommun i departementet Aisne i regionen Hauts-de-France i norra Frankrike. Kommunen ligger  i kantonen La Capelle som ligger i arrondissementet Vervins. År 2022 hade Froidestrées 194 invånare.

## Befolkningsutveckling
Antalet invånare i kommunen Froidestrées
Referens: INSEE